# Champsodon capensis
Champsodon capensis is een  straalvinnige vissensoort uit de familie van champsodonten (Champsodontidae). De wetenschappelijke naam van de soort werd voor het eerst geldig gepubliceerd in 1908 door Charles Tate Regan. De soort werd aangetroffen aan de zuidkust van de Engelse Kaapkolonie. 
De soort staat op de Rode Lijst van de IUCN als niet bedreigd, beoordelingsjaar 2009.